# Urfjälls gård

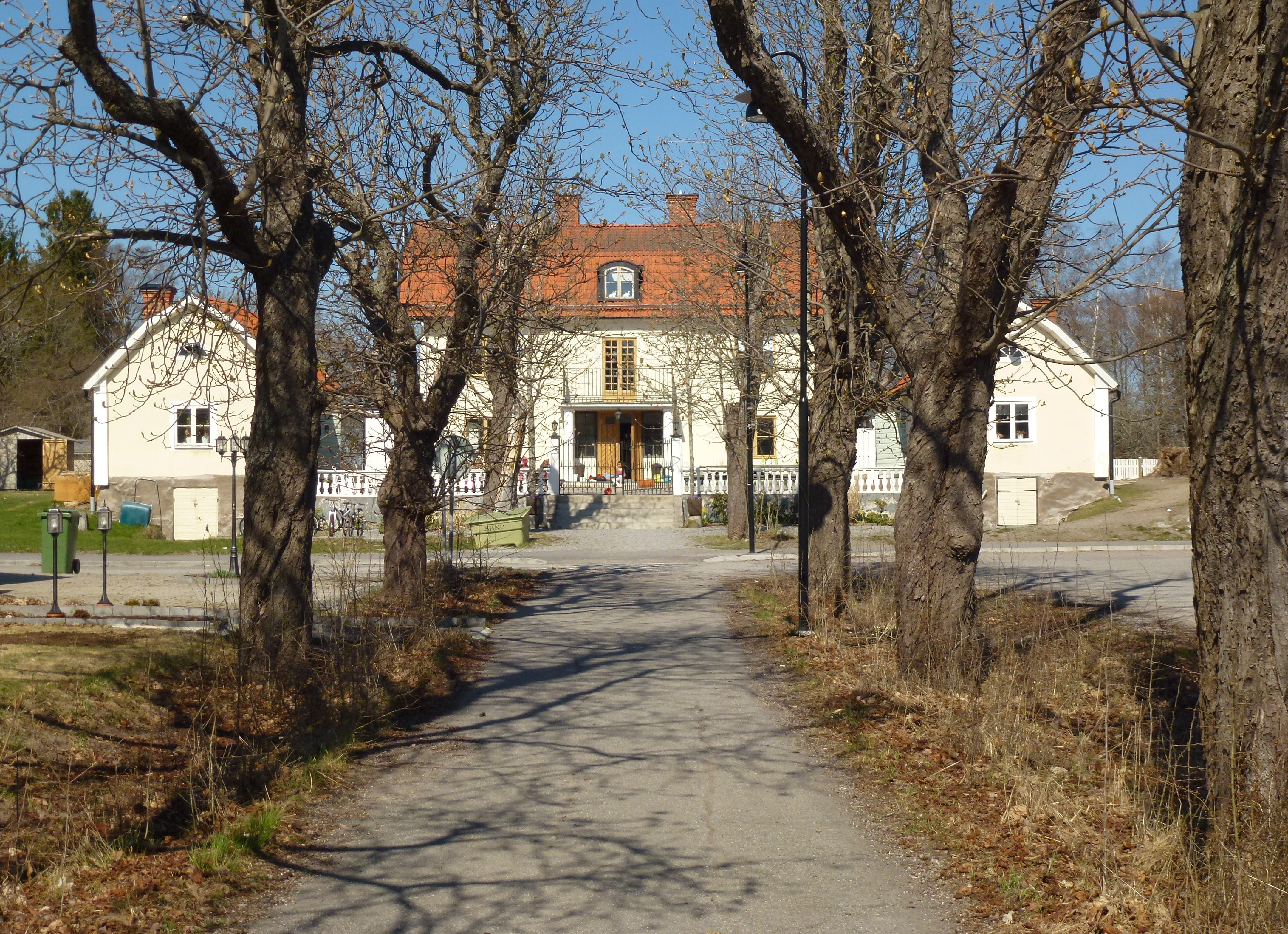
Urfjälls montessoriskola med lindallén, maj 2013.

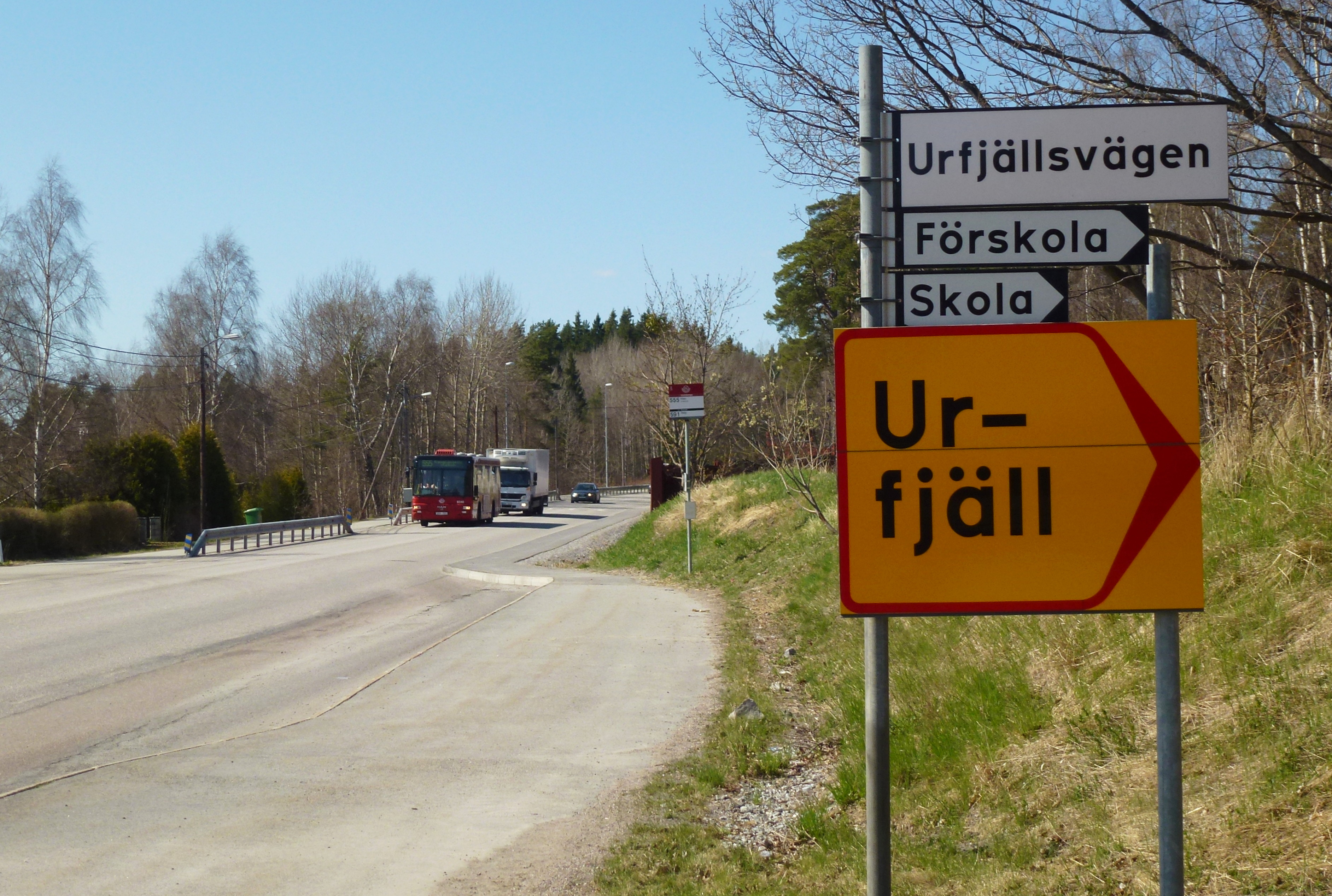
Gamla Enköpingsvägen i höjd med Urfjälls gård.

Urfjälls gård är en byggnad vid gamla Enköpingsvägen i Kungsängen, Upplands-Bro kommun. Nuvarande hus uppfördes på 1860-talet av länsman Carl Oscar Julin. Sedan 1985 har Urfjälls montessoriskola sin verksamhet här.

## Historik
Urfjälls gård ligger mellan Enköpingsvägen och Lillsjön, strax väster om Kungsängen. Redan på 1700-talet fanns här ett litet timrat hus. Namnet ”Urfjäll” syftar på ett markområde som ägs av någon utomstående, alltså någon som inte tillhörde byn. På 1840-talet blev ägorna länsbostadsställe och döptes om till Abrahamsberg. Länsman Carl Oscar Julin förvaltade ägorna och 1864 lät han bygga en gråstenskällare vid Lillsjön. Därefter följde en utbyggnad av huset på längd, bredd och höjd. Julin lät även uppföra de två flyglarna och därmed fick huset sitt nuvarande utseende. År 1870 kunde han flytta in i sitt nya hus. År 1897 lät han bygga till ett stall och ytterligare två småhus. Mycket tyder på att huset även använts som arrestlokal under länsmannens tid i huset.
År 1897 flyttade konstnären Claes Erik E:son Rålamb (1868–1940) in i gården och återtog det gamla namnet Urfjäll. I byggnaden finns några välbevarade Mariebergskakelugnar som härstammar från familjens Granhammars slott. Under Rålambs tid byggdes huset ut åt sjösidan och ett badhus placerades nere vid Lillsjön samt en ännu bevarad lindallé mot Enköpingsvägen anlades. År 1907 flyttade Rålamb ut och efter honom innehades gården av ett flertal ägare. Mellan 1924 och 1931 bedrevs ett pensionat i byggnaden: då gick fortfarande huvudvägförbindelsen mellan Stockholm och Enköping förbi här. 
I slutet av 1970-talet förvärvades Urfjälls gård av ögonläkaren Björn Tengroth. Han sålde egendomen inklusive marken 1985 till Upplands-Bro kommun, som splittrade ägorna och avyttrade valda delar. Huvudbyggnaden såldes till montessoriförskolan ”Fem små stjärnor”, idag ”Urfjälls montessoriskola”. År 1998 färdigställdes ytterligare en klassrum och 1999 var skolan fyllt utbyggd för årskurs 1–5. 
Numera är det förskola på nedervåningen och skola på övervåningen (klass F–3). 